# Tương tác của con người với vi sinh vật

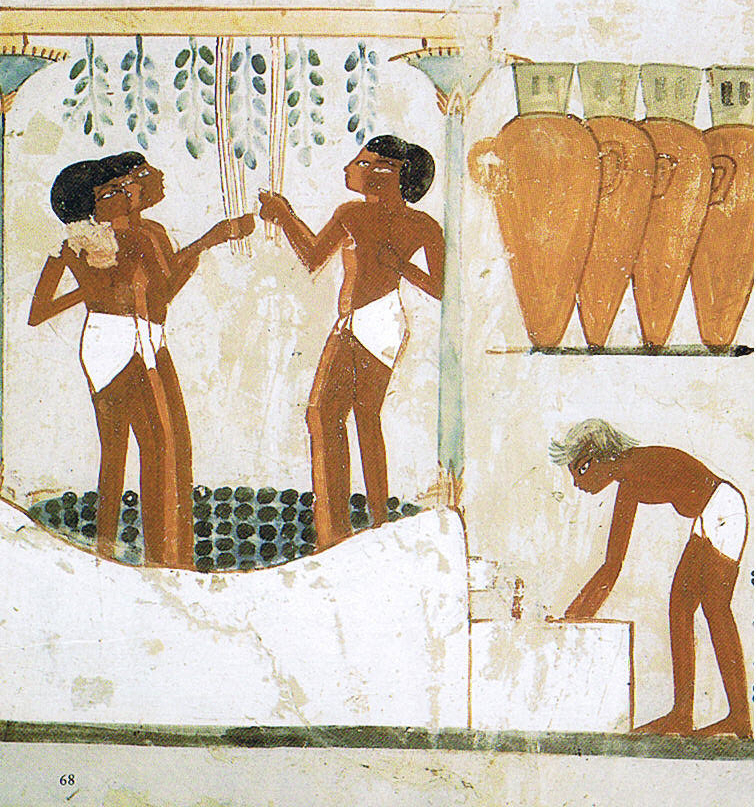
Con người giẫm nho để ép nước rồi đem ủ men thành rượu cất trong lọ bảo quản. Hình lấy tại lăng mộ Nakht, Vương triều thứ 18, Thebes, Ai Cập cổ đại

Tương tác của con người với vi sinh vật bao gồm cả ứng dụng vi sinh vật trong thực tiễn lẫn ý nghĩa biểu tượng, bên cạnh những tương tác tiêu cực dưới dạng bệnh ở người, động vật và cây trồng.
Ứng dụng vi sinh vật trong thực tiễn bắt đầu ở thời cổ đại với quy trình lên men trong chế biến thực phẩm; bánh mì, bia và rượu được chế biến từ nấm men từ bình minh của văn hóa nhân loại, chẳng hạn như ở Ai Cập cổ đại. Gần đây hơn, vi sinh vật được ứng dụng trong những hoạt động chiến tranh sinh học để sản xuất ra hóa chất nhờ lên men, khi các nhà hóa học công nghiệp phát hiện ra cách để sản xuất hàng loạt hóa chất hữu cơ, gồm enzyme và phân tử sinh học hoạt tính như hormone và chất ức chế cạnh tranh dùng để làm thuốc. Lên men cũng được ứng dụng để sản xuất các chất thay thế nguyên liệu hóa thạch dưới dạng như ethanol và methan; ngoài ra tảo cũng có thể dùng để sản xuất nhiên liệu. Vi sinh vật kỵ khí có vai trò quan trọng trong khâu xử lý nước thải. Trong nghiên cứu khoa học, nấm men và vi khuẩn Escherichia coli có chức năng làm sinh vật mô hình, đặc biệt ở môn di truyền và các ngành liên quan.
Về mặt ý nghĩa biểu tượng, bài thơ đầu tiên về chế biến rượu là "Hymn to Ninkasi" của người Sumer từ năm 1800 TCN. Ở thời Trung Cổ, Mười ngày của Giovanni Boccaccio và Truyện cổ Caunterbury của Geoffrey Chaucer: nhắc đến nỗi sợ bệnh dịch gây chết người, từ đó gây ra suy đồi đạo đức. Những tiểu thuyết gia khai thác đề tài tận thế do đại dịch gây ra gồm Mary Shelley với cuốn The Last Man (1826) và Jack London với cuốn The Scarlet Plague (1912). Hilaire Belloc là tác giả bài thơ hài hước "The Microbe" vào năm 1912. Những bệnh dịch và lây nhiễm kịch tính đã hình thành mạch truyện của nhiều tác phẩm điện ảnh Hollywood, bắt đầu bằng Nosferatu vào năm 1922. Năm 1971, The Andromeda Strain kể về sự việc một vi sinh vật ngoài Trái Đất đe dọa sự sống trên hành tinh xanh. Những nhà vi sinh vật học sau Alexander Fleming đã sử dụng tập đoàn vi khuẩn nhuộm màu hoặc huỳnh quang để chế tác những tác phẩm tiểu họa.
Vi sinh vật như vi khuẩn và virus có vai trò quan trọng như mầm bệnh, chúng là tác nhân gây bệnh ở người, cây trồng và gia súc.

## Bối cảnh
Văn hóa là tập hợp hành vi và chuẩn mực xã hội trong xã hội loài người và được truyền tải qua học tập xã hội. Phổ quát văn hóa ở mọi xã hội loài người gồm các hình thức biểu hiện như nghệ thuật, âm nhạc, nhảy múa, nghi thức, tôn giáo và công nghệ như sử dụng công cụ, nấu ăn, dựng nhà và may quần áo. Khái niệm văn hóa vật chất gồm các biểu hiện vật chất như công nghệ, kiến trúc và nghệ thuật, còn văn hóa phi vật chất gồm những nguyên tác tổ chức xã hội, thần thoại, triết học, văn học và khoa học.

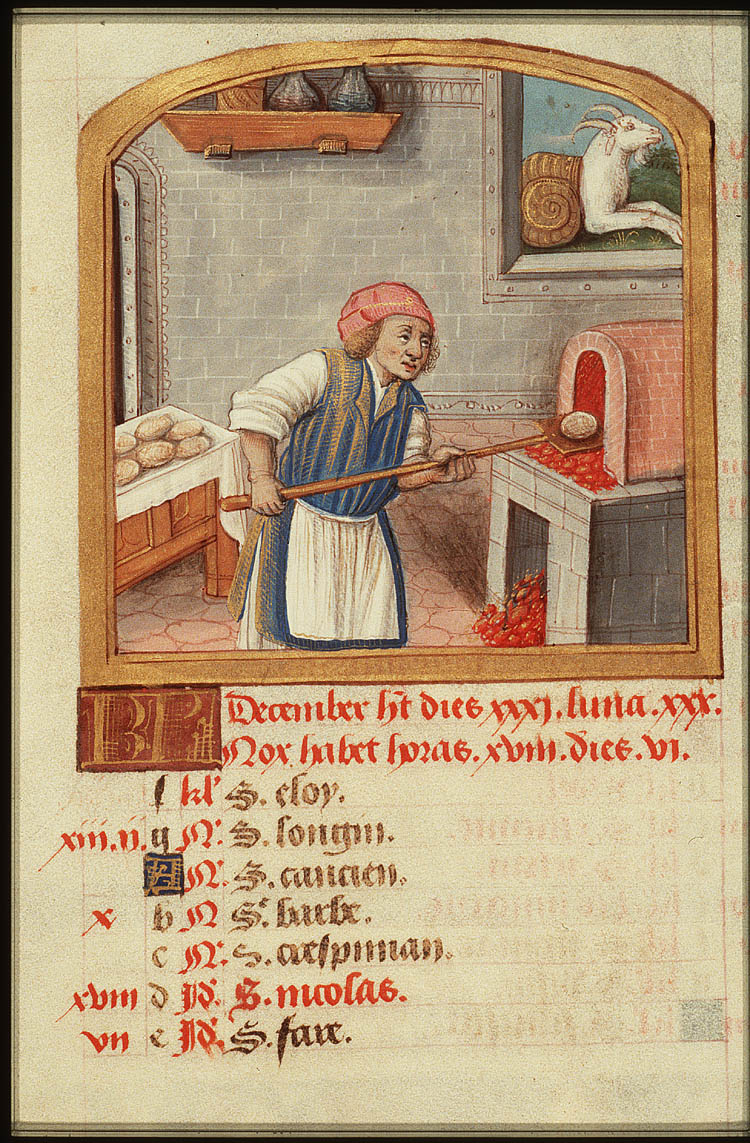
Lịch lấy từ cuốn sách cầu nguyện thời Trung Cổ: tháng 12 có hình một thợ làm bánh đưa bánh mì vào lò nướng vào khoảng 1490–1500

Vì con người chưa đến vi sinh vật cho đến tận thời kỳ cận đại, nên trước đó chúng xuất hiện gián tiếp trong văn học qua miêu tả làm bánh và chế biến bia. Chỉ đến khi ra đời phát minh kính hiển vi (được Robert Hooke sử dụng trong cuốn Micrographia vào năm 1665 và Antonie van Leeuwenhoek sử dụng ở thập niên 1670), thuyết mầm bệnh và sự tiến bộ trong ngành vi sinh vật học ở thế kỷ 19 mới được xác định trực tiếp, con người nhận dạng chúng là sinh vật sống và đưa vào ứng dụng trên cơ sở khoa học. Kiến thức tương tự cũng tạo điều kiện cho vi sinh vật xuất hiện rõ trong văn học và nghệ thuật.

## Ứng dụng thực tiễn

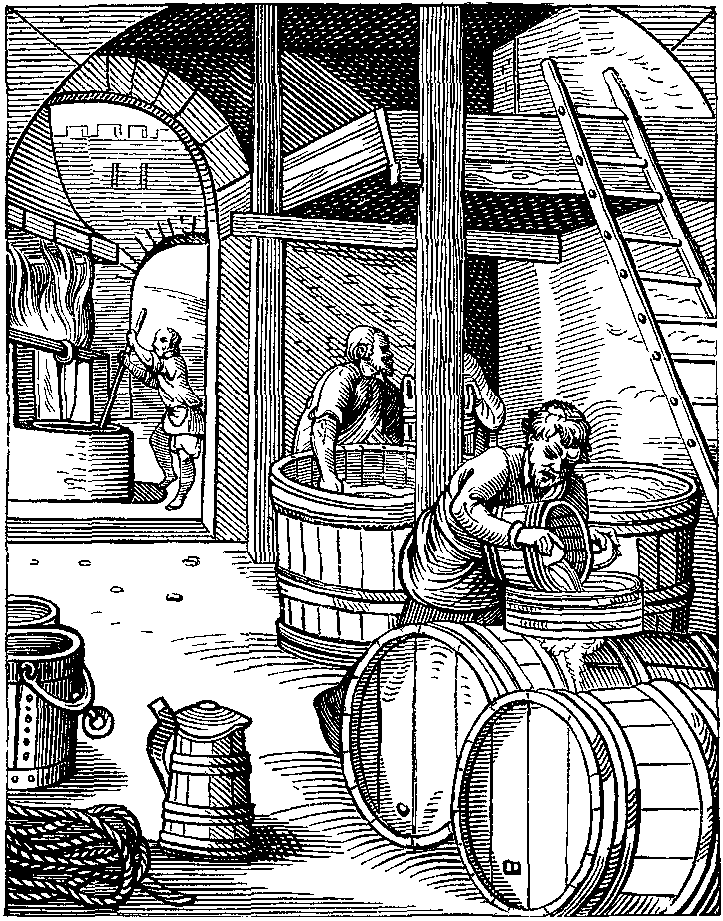
Hình một nhà máy chế biến rượu được khắc bởi Jost Amman vào thế kỷ 16

### Chế biến thực phẩm
Lên men có kiểm soát bằng vi sinh vật trong chế biến bia, chế biến rượu, làm bánh, muối chua và các chế phẩm sữa như sữa chua và pho mát được sử dụng để điều chỉnh thành phần nguyên liệu nhằm chế biến thực phẩm với đặc tính mong muốn. Vi sinh vật chính tham gia làm bia, rượu và bánh mì thường là nấm men; còn vi khuẩn tham gia lên men kỵ khí để chế biến rau, chế phẩm sữa và bánh mì bột nhào chua. Những phép cấy vi sinh vật khác nhau mang lại hương vị và mùi thơm, làm ức chế mầm bệnh, tăng cường khả năng tiêu hóa và vị ngon, làm bánh mì nở, giảm thời lượng nấu và tạo nên những sản phẩm hữu ích như alcohol, acid hữu cơ, vitamin, amino acid và carbon dioxide. An toàn trong chế biến thực phẩm được duy trì với sự hỗ trợ của ngành vi sinh vật học thực phẩm.

### Xử lý nước
Quá trình xử lý nước thải oxy hóa phụ thuộc vào vi sinh vật để làm oxy hóa thành phần hữu cơ. Vi sinh vật kỵ khí làm giảm chất rắn trong bùn - thứ tạo ra khí methan và bã khoáng hóa cằn cỗi. Trong xử lý nước uống, phương pháp lọc cát chậm sử dụng một lớp gelatin phức tạp gồm một lượng lớn vi sinh vật để loại bỏ vật liệu hòa tan lẫn hạt khỏi nước thô.

### Năng lượng
Vi sinh vật được ứng dụng trong lên men để sản xuất ethanol, và sản xuất methan trong lò phản ứng biogas. Các nhà khoa học đang nghiên cứu ứng dụng của tảo để sản xuất nhiên liệu lỏng, và vi khuẩn để chuyển đổi nhiều dạng chất thải nông nghiệp và đô thị thành nhiên liệu dùng được.

### Enzyme và hóa chất

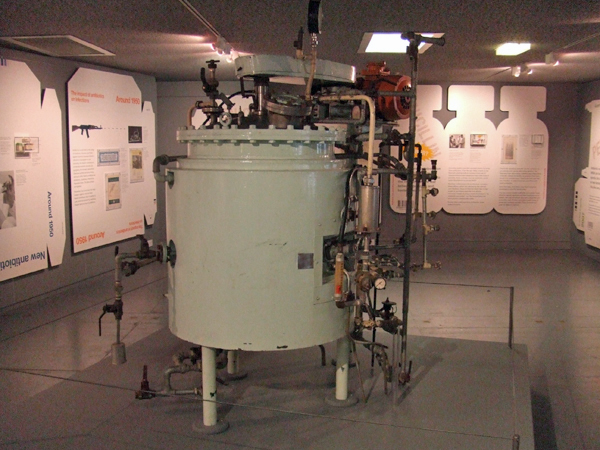
Lò phản ứng sinh học penicillin đầu tiên (sản xuất năm 1957), hiện nằm ở Bảo tàng Khoa học, Luân Đôn

Vi sinh vật được ứng dụng cho nhiều mục đích công nghiệp và thương mại, gồm sản xuất hóa chất, enzyme và phân tử hoạt tính sinh học khác, thường bằng kỹ thuật protein. Ví dụ, acid acetic được sản xuất bởi vi khuẩn Acetobacter aceti, còn acid citric do nấm Aspergillus niger điều chế. Vi sinh vật được ứng dụng để điều chế một lượng lớn phân tử hoạt tính sinh học và enzyme. Ví dụ, streptokinase được sản xuất bởi Streptococcus và điều chỉnh nhờ kỹ thuật di truyền, được dùng để loại bỏ cục máu đông từ mạch máu của những bệnh nhân bị nhồi máu cơ tim. Cyclosporin A là chất ức chế miễn dịch trong cấy ghép nội tạng, còn statin chiết xuất từ nấm men Monascus purpureus có tác dụng là chất giảm cholesterol trong máu, ức chế cạnh tranh của enzyme (chất tổng hợp cholesterol).

### Khoa học
Vi sinh vật là công cụ thiết yếu trong các ngành công nghệ sinh học, di truyền học, hóa sinh và sinh học phân tử. Nấm men làm bia (Saccharomyces cerevisiae) và nấm men phân hạch (Schizosaccharomyces pombe) là những sinh vật mô hình quan trọng trong khoa học, vì chúng là những sinh vật nhân thực đơn giản có thể tăng trưởng nhanh chóng với số lượng lớn và dễ điều phối. Chúng có giá trị đặc biệt trong di truyền học, gen học và protein học, ví dụ như sản xuất protein. Vi khuẩn đường ruột dễ nuôi cấy Escherichia coli (một sinh vật nhân sơ) được ứng dụng rộng rãi làm sinh vật mô hình theo cách tương tự.

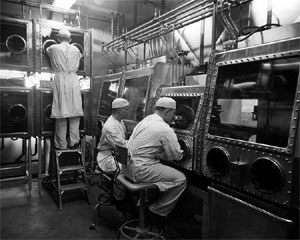
Các nhà khoa học làm việc với tủ đựng Loại III tại Phòng thí nghiệm Chiến tranh Sinh học Hoa Kỳ, Camp Detrick, Maryland ở thập niên 1940.

### Nội cộng sinh
Vi sinh vật có thể lập quan hệ nội cộng sinh với những sinh vật lớn hơn. Ví dụ, vi khuẩn sống trong hệ tiêu hóa của con người góp phần tăng sức đề kháng nhờ miễn dịch đường ruột, tổng hợp các vitamin như acid folic và biotin, đồng thời lên men những carbohydrat phức tạp khó tiêu. Những loại thuốc và hóa chất thực phẩm trong tương lai có thể cần được thử nghiệm trên hệ vi sinh đường ruột; đây là bằng chứng rõ ràng cho thấy việc bổ sung probiotic có thể tăng sức đề kháng, và vi sinh vật đường ruột chịu tác động của cả chế độ ăn lẫn thuốc men.

### Chiến tranh
Vi sinh vật gây bệnh và những độc tố mà chúng sản sinh ra được phát triển thành các tác nhân có thể gây chiến tranh sinh học. Những hình thức chiến tranh sinh học nguyên thủy đã có thời cổ đại. Ở thế kỷ thứ 6 TCN, người Assyria đã đầu độc giếng của quân địch bằng một loại nấm để làm chúng hôn mê. Năm 1346, thi thể của những chiến binh Mông Cổ ở Hàn quốc Kim Trướng mất mạng vì dịch hạch đã bị quăng qua tường thành Kaffa thuộc Krym đang cố thủ, có thể góp phần làm lây lan Cái Chết Đen sang châu Âu. Những tiến bộ trong ngành vi khuẩn học ở thế kỷ 20 đã làm tăng tính phức tạp của tác nhân sinh học tiềm tàng trong chiến tranh. Phá hoại bằng sinh học — dưới dạng bệnh than và loét mũi truyền nhiễm — được tiến hành dưới thời chính phủ Đế quốc Đức trong Thế chiến I, song thu được kết quả không đáng kể. Trong Thế chiến II, Anh Quốc đã từng có ý định vũ khí hóa bệnh sốt thỏ, bệnh than, brucellosis và độc thịt, song chưa bao giờ đưa chúng vào thực dụng. Tương tự, Hoa Kỳ cũng khám phá tác nhân chiến tranh sinh học, phát triển bào tử bệnh than, brucellosis, và độc tố thịt để có thể ứng dụng trong quân sự. Nhật Bản thì phát triển tác nhân chiến tranh sinh học nhờ ứng dụng thí nghiệm lên tù nhân và định sử dụng chúng khi chiến tranh kết thúc.

## Ứng dụng ý nghĩa biểu tượng
Với kích thước vô cùng nhỏ bé và không được biết đến trước khi phát minh kính hiển vi ra đời, vi sinh vật không có mặt trực tiếp trong nghệ thuật và văn học trước thời kỳ cận đại (chúng xuất hiện gián tiếp trong các tác phẩm về chế biến bia và làm bánh), để rồi Antonie van Leeuwenhoek quan sát vi sinh vật trong nước vào năm 1676; kết quả ấy sớm được Robert Hooke đính chính. Một số ít bệnh lớn như lao xuất hiện trong văn học, nghệ thuật, điện ảnh, opera và âm nhạc.

### Trong văn học

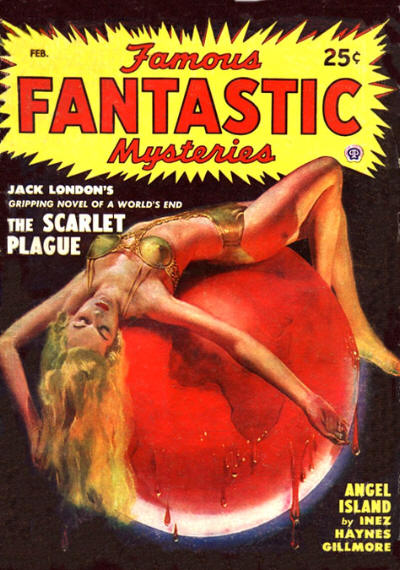
Cuốn The Scarlet Plague (1912) của Jack London được tái bản trong số tháng 2 năm 1949 của tạp chí Famous Fantastic Mysteries

Tiềm năng của những câu chuyện hậu tận thế về đại dịch (bùng phát dịch bệnh toàn thế giới) đã được khám phá trong tiểu thuyết và phim điện ảnh kể từ The Last Man (1826) của Mary Shelley và The Scarlet Plague (1912) của Jack London. Những tác phẩm thời Trung Cổ nhắc đến dịch hạch gồm Mười ngày của Giovanni Boccaccio và Truyện cổ Caunterbury của Geoffrey Chaucer: cả hai tác phẩm đều nhắc đến nỗi sợ bệnh dịch của con người và hệ lụy suy đồi đạo đức, cũng như cơ thể chết.
Chế biến bia đã được tôn vinh trong vần thơ kể từ thời Sumer cổ đại (khoảng năm 1800 TCN), khi "Thánh ca về Ninkasi" được khắc lên tấm bia bằng đất sét. Ninkasi (nữ thần giám hộ bia, đồng thời là con gái của đấng sáng tạo Enki và "nữ hoàng nước thiêng" Ninki) "xử lý bột nhào bánh và dùng một cái xẻng lớn để xúc trộn trong hố, bappir bằng mật ong [quá hạn],... tưới mạch nha trên nền đất,... ngâm mạch nha trong lọ,... trải hỗn hợp rượu đã nấu lên chiếu sậy lớn, để nguội,... cầm hèm bia ngọt lịm bằng cả hai tay, ủ bia bằng mật ong".
Rượu vang là đề tài thường xuất hiện trong văn học Anh, từ những món từ Pháp và Ý gồm "ypocras", "claree" và "vernage" trong cuốn The Merchant's Tale của Chaucer. Nhân vật Falstaff của William Shakespeare đã uống "sherris sack" của Tây Ban Nha, trái ngược với loại rượu "canary" mà Sir Toby Belch yêu thích. Những chi tiết liên hệ đến rượu ở các thế kỷ sau mở rộng ra nhiều vùng trồng rượu.
The Microbe là một bài thơ hài (1912) của Hilaire Belloc, bắt đầu bằng các câu "The microbe is so very small / You cannot make him out at all, / But many sanguine people hope / To see him through a microscope". Microbes and Man là một cuốn sách "kinh điển" được nhiều độc giả ngưỡng mộ, do "cha đẻ của vi sinh vật học Anh" lần đầu xuất bản vào năm 1969 John Postgate thì nhắc đến toàn thể đối tượng vi sinh vật và quan hệ của chúng với con người.

### Trong điện ảnh

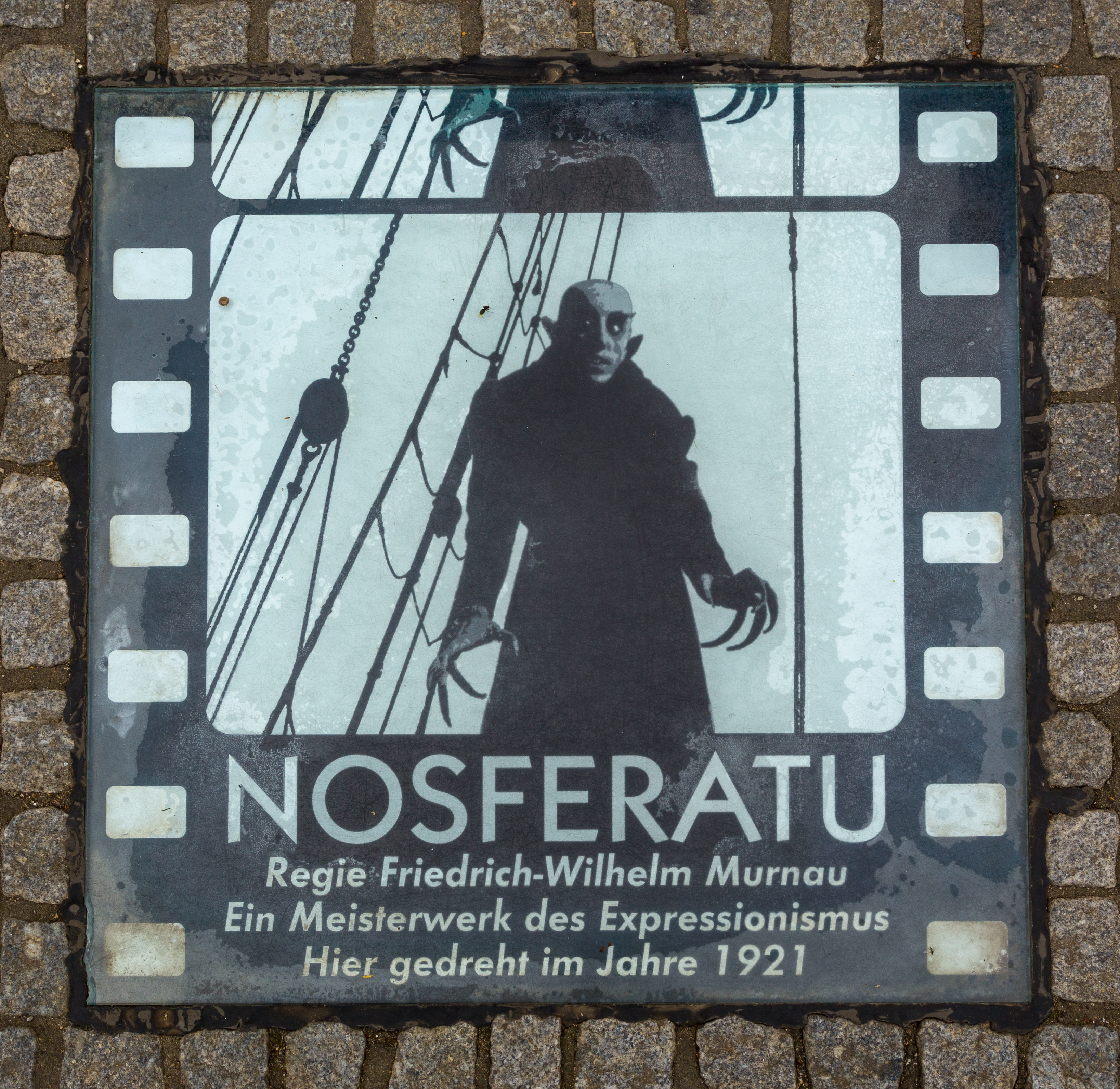
Áp phích bộ phim Nosferatu (1922), với nhân vật chính là kẻ làm lây lan Cái Chết Đen

Vi sinh vật có mặt trong nhiều tác phẩm điện ảnh kịch tính. Hollywood nhanh chóng khai thác những tiềm năng của cốt chuyện liên quan đến bệnh dịch chết người, lây nhiễm hàng loạt và phản ứng quyết liệt của chính phủ. Bộ phim đầu tiên là là Nosferatu (1922). Trong Nosferatu, nhân vật dựa trên hình tượng Dracula là Bá tước Orlok, ngủ trong khu đất tạm bợ bị nhiễm Cái Chết Đen, dịch bệnh ấy theo chân đến bất cứ đâu mà nhân vật lui đến. Một bộ phim kinh điển khác là The Seventh Seal (1957) của Ingmar Bergman, khai thác dịch hạch theo cách rất khác, khi thần chết được một diễn viên đội nón thể hiện trực tiếp. Gần đây hơn, bộ phim The Andromeda Strain (1971) dựa trên tiểu thuyết của Michael Crichton, miêu tả vi sinh vật ngoài Trái Đất làm ô uế hành tinh xanh.

### Trong âm nhạc
"A Very Cellular Song" (bài hát của ban nhạc psychedelic folk người Anh The Incredible String Band trích từ album The Hangman's Beautiful Daughter vào năm 1968) thuật lại một phần từ góc nhìn của sinh vật nguyên sinh amip. Đại dịch COVID-19 đã tạo cảm hứng cho một số bài hát và album.

### Trong nghệ thuật
Nghệ thuật vi sinh là ngành sáng tạo tác phẩm nghệ thuật bằng nuôi cấy vi khuẩn, thường trên đĩa agar để tạo thành các mẫu mong muốn. Chúng có thể được nhuộm huỳnh quang dưới ánh sáng tia cực tím với nhiều màu sắc khác nhau. Alexander Fleming (người khám phá penicillin) đã chế tác "bức tranh vi trùng" nhờ sử dụng nhiều loại vi khuẩn khác nhau có những sắc tố tự nhiên khác nhau.
Một ví dụ về sinh vật nguyên sinh trong tác phẩm nghệ thuật là bức điêu khắc Amoeba bằng đồng của nghệ sĩ Louise Bourgeois. Tác phẩm có một lớp gỉ đồng màu trắng và được thiết kế vào khoảng 1963–65, dựa trên bức vẽ bụng một người phụ nữ đang mang thai mà Louise Bourgeois thực hiện từ thập niên 1940. Theo Nhà trưng bày Tate, tác phẩm "là một dạng hữu cơ mô phỏng thô, những chỗ phồng và lỗ hở trong bức hình gợi đến sinh vật sống đang chuyển động trong giai đoạn tiến hóa".

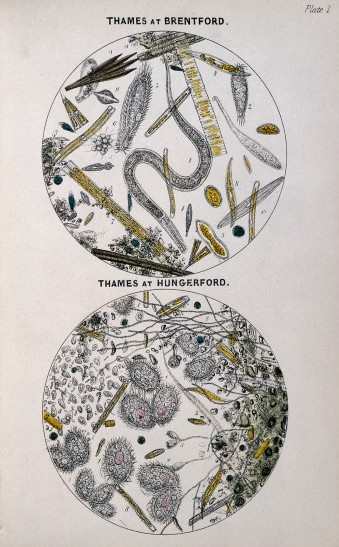
Vi sinh vật ở Thames tại Brentford và Hungerford. Arthur Hill Hassall vẽ năm 1850.
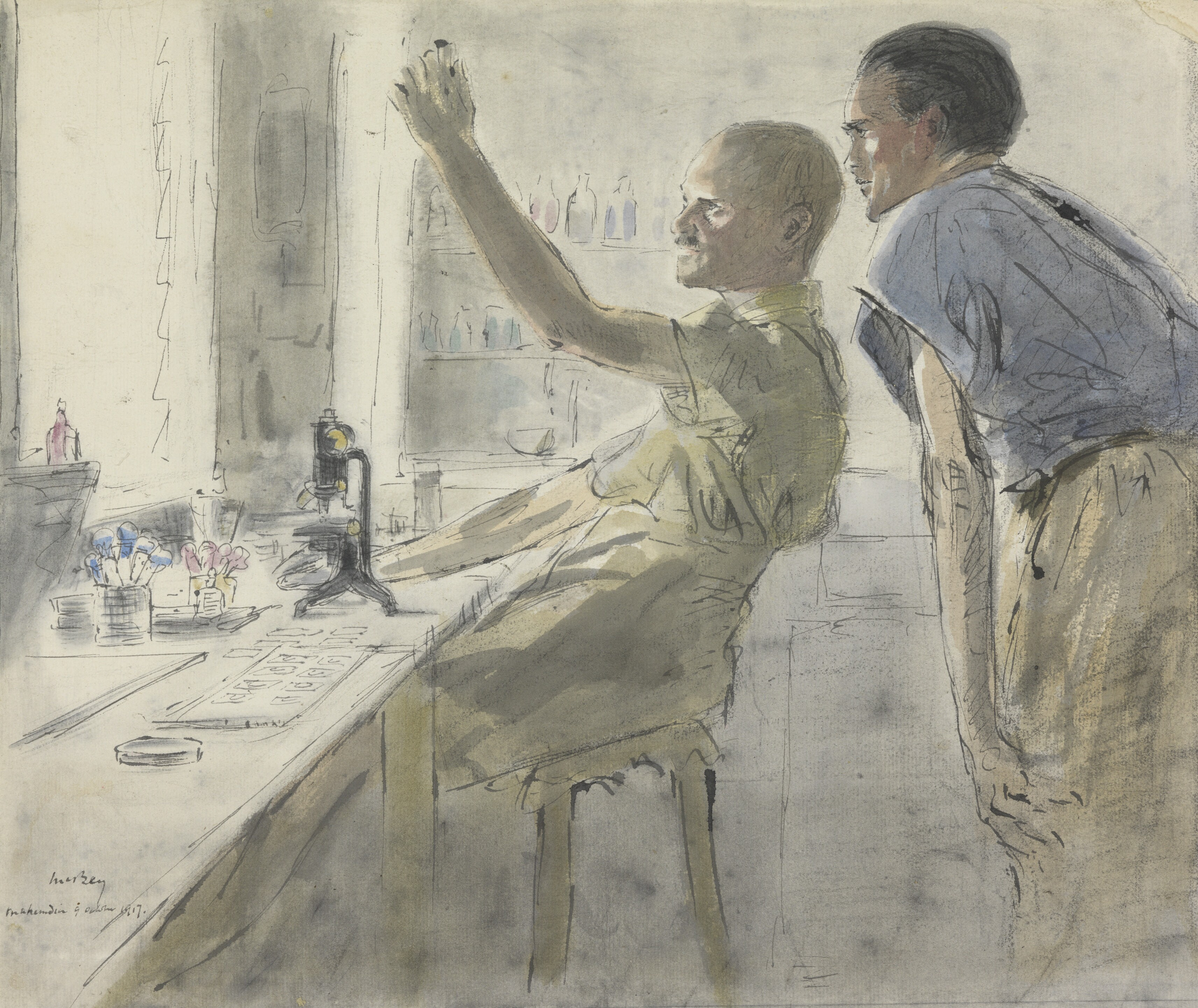
Một nhà vi sinh vật học người Anh thời Thế chiến I đang kiểm tra một ống nghiệm chứa vi khuẩn trong phòng thí nghiệm. Tranh (1917) sơn bởi James McBey
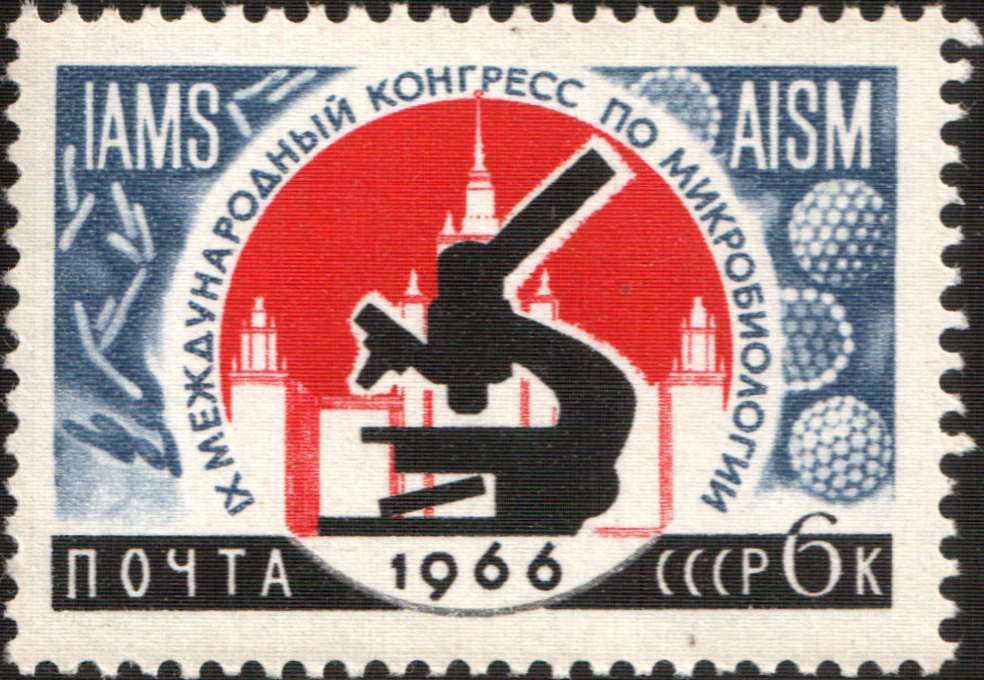
Tem thư của Liên Xô (1966) nhân dịp Đại hội Vi sinh vật học Quốc tế. Vi khuẩn và virus tạo thành phần nền.
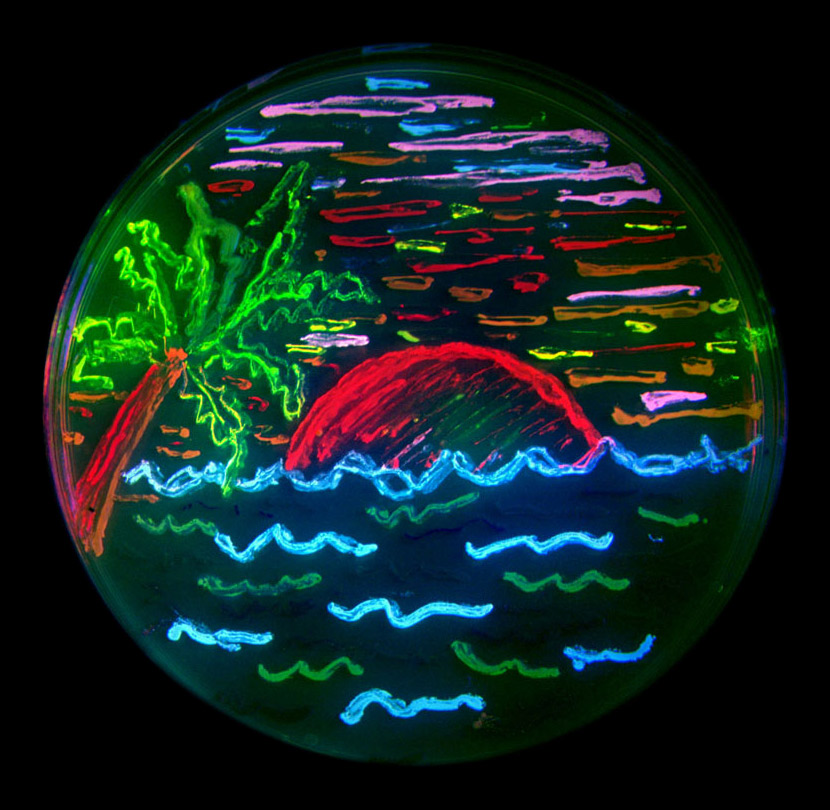
Cảnh bãi biển có vi khuẩn sống trên đĩa Petri, biểu hiện các protein huỳnh quang khác nhau. Bức nghệ thuật vi sinh (2006) của Nathan Shaner.

## Tương tác tiêu cực

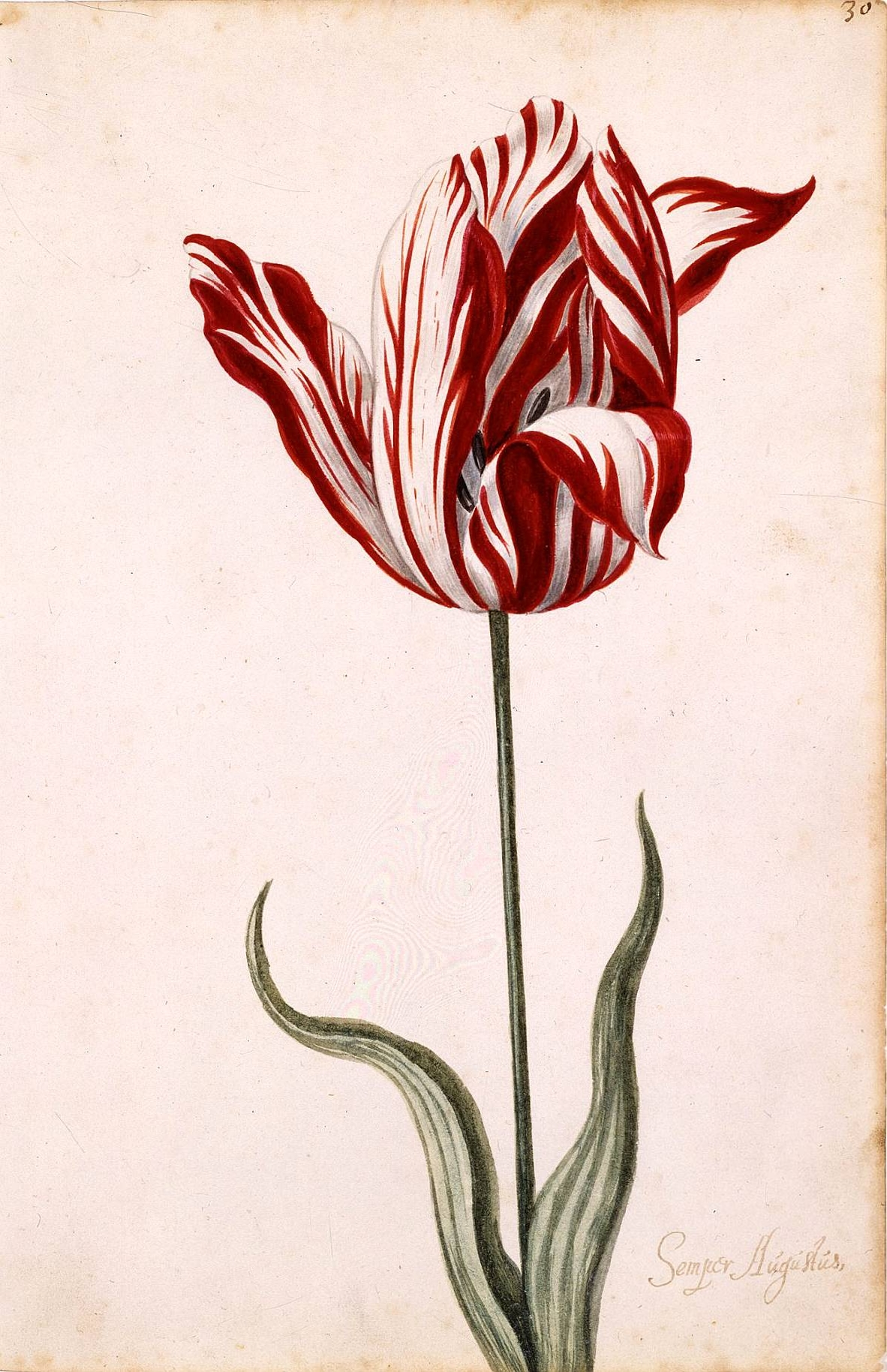
Semper Augustus (một loại hoa tulip ở thế kỷ 17) có hình dáng đặc biệt do bị nhiễm virus phá hoa tulip.

### Bệnh tật
Vi sinh vật là tác nhân (mầm bệnh) gây nhiều bệnh truyền nhiễm ở người và gia súc. Vi khuẩn gây bệnh là tác nhân gây các bệnh như dịch hạch, lao và bệnh than. Động vật nguyên sinh gây nên các bệnh gồm sốt rét, truypanosoma, lỵ và toxoplasmosis. Nấm vi sinh gây nên các bệnh như nấm da, nấm Candida và nấm Histoplasma. Virus mầm bệnh gây ra các bệnh như cúm, sốt vàng và AIDS.
Con người thực hiện hành vi vệ sinh nhằm ngăn ngừa nhiễm trùng, làm sạch thực phẩm bằng cách loại bỏ vi sinh vật gây nhiễm độc, đặc biệt là vi khuẩn khỏi môi trường xung quanh.

### Trong nông nghiệp và làm vườn
Vi sinh vật (gồm vi khuẩn, nấm và virus) có vai trò quan trọng, bởi chúng là mầm mống gây bệnh ở cây trồng. Nấm gây những bệnh nghiêm trọng ở cây trồng như bệnh gỉ sắt ở lá ngô, gỉ sắt ở thân lúa mì và bệnh phấn trắng. Vi khuẩn gây nên các bệnh ở thực vật gồm đốm lá và khối u ở ngọn cây. Virus gây các bệnh ở thực vật như bệnh khảm lá. Oomycota Phytophthora infestans làm mốc khoai tây, góp phần gây nên Nạn đói lớn tại Ireland vào thập niên 1840.
Virus phá hoa tulip có một vai trò nhất định trong hội chứng hoa tulip vào Thời kỳ hoàng kim Hà Lan. Cụ thể, cây hoa tulip Semper Augustus có hình dáng nổi bật do bị nhiễm bệnh (gây ra bởi một loại virus bệnh khảm) trở thành búp hoa tulip nổi tiếng trong lịch sử.